# ベルモパン
ベルモパン（Belmopan 英語発音: [ˌbɛlmoʊˈpæn]）は、中米ベリーズの首都。ベリーズ川の東側にあり、最大都市のベリーズシティから82キロメートル離れている。
人口は25,583人（2020年推定）。政治の中心地として建設されたため、首都としては規模は比較的小さいが、それでも国内では2番目に人口が多い（3位のサン・イグナシオとは僅差）。ただしベリーズシティとは2倍近い差が開いており、総人口に占める割合は約6パーセントで、1割にも満たない。米州（南北アメリカ）の首都の中では人口が最も少なく、また国土自体が小さい都市国家・ミニ国家・島国を除けば最も人口が少ない首都である。

## 名称
ベルモパンという名称は、周囲を流れるベリーズ川とモパン川から来ている。

## 歴史
かつてベリーズ（旧イギリス領ホンジュラス）の首都はカリブ海に面した港町のベリーズシティであった。しかしベリーズシティは標高が低く、ハリケーンでは津波・高潮といった被害を受けることが多々あった。1961年のハリケーン・ハティでは市街の3/4が壊滅する大惨事となり、政府は自然災害の被害が少ない地域へ遷都を決めた。建設地域は、ベリーズシティから南東へ82キロメートルの距離にあり、標高76メートルで高潮の影響を受けない、ベリーズ川沿いの地点が選ばれた。ジョージ・カドル・プライス首相は本国のロンドンへ赴き、資金集めを行った。1967年より建設が始まり、1970年に第一段階が完成した。8月3日に遷都が行われ、ベルモパンはベリーズの首都となった。
ベルモパンは1970年以降政府の再建開発公社（RECONDEV）が統治していたが、1999年の住民投票を経て2000年に法人化を実施し、市（City）へ移行した。

## 気候
ケッペンの気候区分では熱帯モンスーン気候（Am）に属する。
| ベルモパンの気候                                | ベルモパンの気候 | ベルモパンの気候 | ベルモパンの気候 | ベルモパンの気候 | ベルモパンの気候 | ベルモパンの気候 | ベルモパンの気候 | ベルモパンの気候 | ベルモパンの気候 | ベルモパンの気候 | ベルモパンの気候 | ベルモパンの気候 | ベルモパンの気候 |
| 月                                              | 1月              | 2月              | 3月              | 4月              | 5月              | 6月              | 7月              | 8月              | 9月              | 10月             | 11月             | 12月             | 年               |
| ----------------------------------------------- | ---------------- | ---------------- | ---------------- | ---------------- | ---------------- | ---------------- | ---------------- | ---------------- | ---------------- | ---------------- | ---------------- | ---------------- | ---------------- |
| 平均最高気温 °C （°F）                          | 27.9 (82.2)      | 29.5 (85.1)      | 31.4 (88.5)      | 32.9 (91.2)      | 34.0 (93.2)      | 32.7 (90.9)      | 31.9 (89.4)      | 32.2 (90)        | 32.2 (90)        | 31.0 (87.8)      | 29.4 (84.9)      | 28.3 (82.9)      | 31.1 (88)        |
| 日平均気温 °C （°F）                            | 23.1 (73.6)      | 23.9 (75)        | 25.1 (77.2)      | 26.7 (80.1)      | 28.1 (82.6)      | 27.9 (82.2)      | 27.2 (81)        | 27.3 (81.1)      | 27.4 (81.3)      | 26.4 (79.5)      | 24.7 (76.5)      | 23.6 (74.5)      | 26.0 (78.8)      |
| 平均最低気温 °C （°F）                          | 18.2 (64.8)      | 18.3 (64.9)      | 18.9 (66)        | 20.6 (69.1)      | 22.2 (72)        | 23.1 (73.6)      | 22.5 (72.5)      | 22.5 (72.5)      | 22.6 (72.7)      | 21.8 (71.2)      | 20.1 (68.2)      | 19.1 (66.4)      | 20.8 (69.4)      |
| 雨量 mm （inch）                                | 129.3 (5.091)    | 55.2 (2.173)     | 49.8 (1.961)     | 41.2 (1.622)     | 106.6 (4.197)    | 249.7 (9.831)    | 279.8 (11.016)   | 223.4 (8.795)    | 250.2 (9.85)     | 222.8 (8.772)    | 193.3 (7.61)     | 143.2 (5.638)    | 1,944.5 (76.556) |
| 平均降雨日数 （≥1.0 mm）                        | 12               | 7                | 5                | 3                | 7                | 16               | 18               | 15               | 16               | 15               | 12               | 13               | 139              |
| 平均月間日照時間                                | 170.5            | 189.3            | 241.8            | 255.0            | 248.0            | 189.0            | 201.5            | 207.7            | 171.0            | 182.9            | 165.0            | 150.0            | 2,371.7          |
| 平均日照時間                                    | 5.5              | 6.7              | 7.8              | 8.5              | 8.0              | 6.3              | 6.5              | 6.7              | 5.7              | 5.9              | 5.5              | 5.0              | 6.5              |
| 出典：National Meteorological Service of Belize |                  |                  |                  |                  |                  |                  |                  |                  |                  |                  |                  |                  |                  |

## 行政
2021年3月以降の市長は、初の女性市長となるシャロン・パラシオ（Sharon Palacio）。